# Танатхан, Тохтарбек
Тохтарбек Танатхан (каз. Тоқтарбек Таңатқан; род. 18 ноября 1996) — китайский боксёр-любитель, этнический казах, выступающий в средней и в полутяжёлой весовых категориях. Член национальной сборной Китая по боксу, участник Олимпийских игр 2020 года, серебряный призёр чемпионата мира (2023), чемпион Азиатских игр (2022), многократный победитель и призёр международных и национальных турниров в любителях.

## Биография
Тохтарбек Танатхан родился 18 ноября 1996 года в городском округе Алтай, в Синьцзян-Уйгурском автономном районе, в Китае.
По национальности — этнический казах.

## Любительская карьера

### Чемпионат мира 2019 года
В сентябре 2019 года, в Екатеринбурге (Россия) участвовал на чемпионате мира в категории до 75 кг. Где он в 1/32 финала по очкам (5:0) победил шотландца Шона Лаццерини, в 1/16 финала по очкам раздельным решением судей (3:2) победил боксёра из Индии Ашиша Кумара, но в 1/8 финала по очкам (0:5) проиграл иранскому боксёру Сейедшахину Мусави.

### Олимпийские игры 2020 года
В марте 2020 года, в Аммане (Иордания) занял 4-е место на квалификационном турнире от Азии/Океании и прошёл квалификацию в весовой категории до 75 кг к Олимпиаде 2020 года.
И в июле 2021 года стал участником Олимпийских игр в Токио (Япония), где он в 1/16 финала соревнований по очкам (5:0) победил боксёра из Индии Ашиша Кумара, но в 1/8 финала по очкам раздельным решением судей (2:3) проиграл бразильцу Эберту Консейсану, — который в итоге стал Олимпийским чемпионом 2020 года.

### Чемпионат мира 2023 года
В мае 2023 года, в Ташкенте (Узбекистан) стал серебряный призёр чемпионата мира, в весе до 80 кг. Где он в 1/8 финала соревнований досрочно нокаутом во 2-м раунде победил боксёра из Египета Абдельрахмана Салаха Ораби, затем в четвертьфинале по очкам раздельным решением судей (4:3) победил знаменитого кубинца Арлена Лопеса, в полуфинале по очкам раздельным решением судей (5:2) победил опытного россиянина выступающего за Испанию Газимагомеда Джалидова, но в финале по очкам раздельным решением судей (1:4) проиграл казахстанскому боксёру Нурбеку Оралбаю.
В начале июля 2023 года стал победителем в весе до 80 кг на международном турнире «Кубок Елорда» в Астане (Казахстан), в финале победив узбекского боксёра Джасурбека Юлдошева.